# Habitatge a la plaça del Poble, 45 (Santa Engràcia)
L'Habitatge a la plaça del Poble, 45 és un edifici de Tremp (Pallars Jussà) protegit com a Bé Cultural d'Interès Local.

## Descripció
Es tracta d'un edifici que ocupa una parcel·la rectangular i que presenta tres nivells d'alçat (planta baixa i dos pisos). Els paraments són de pedra del país i actualment es mostren sense l'arrebossat original. L'accés se situa en un petit frontis perpendicular a la plaça i elevat respecte de la cota de circulació d'aquesta. Totes les obertures són rectangulars i mostren llindes de fusta i bancals de pedra. Destaca la seva disposició ordenada, malgrat que alguna d'elles apareix avui cegada. L'únic balcó se situa en el segon pis i presenta la volada conformada per una gran llosana de pedra amb ancoratges metàl·lics. Bona part del nivell inferior de la façana mostra un talús de pedra, probablement l'element més antic de la façana.